# الحارث بن عبد الله الأزدي
الحارث بن عبد الله الأزدي من بنو قرن ويشار إليه في بعض المصادر بالحارث بن عبد أو الحارث بن عمرو أو الحارث بن عبد عمرو كان والي البصرة الأموي لمدة أربعة أشهر في أوائل عام 665 في عهد الخليفة معاوية بن أبي سفيان. وفي وقت لاحق شغل منصب حاكم موطنه في فلسطين وقائد القوات الفلسطينية في منتصف سبعينيات القرن السابع.

## حياته
كان أحد رجال قبيلة الأزد من فلسطين، حيث يشكل الأزد نسبة كبيرة من السكان العرب في المنطقة.
في ربيع عام 665 عين معاوية الحارث واليًا على البصرة بدلًا من عبد الله بن عامر. وجعل الحارث عبد الله بن عمرو بن غيلان على رأس شرطته. وفق الطبري، تم تعيين الحارث من قبل معاوية كبديل لإفساح المجال لزياد بن أبيه ، الذي أصبح واليًا بعد الحارث بأربعة أشهر.
عرفه المؤرخون باتريشيا كرون وموشيه جيل بأنه "الحارث بن عبد" المذكور على أنه والي فلسطين في عهد الخليفة الأموي معاوية في برديات نيسانا العربية واليونانية، بتاريخ أكتوبر 674 - فبراير 677.  كما تذكره المصادر الإسلامية التقليدية بأنه قائد قوات فلسطين تحت قيادة معاوية.